# Gyrineum pulchellum
Gyrineum pulchellum is een slakkensoort uit de familie van de Cymatiidae. De wetenschappelijke naam van de soort werd voor het eerst geldig gepubliceerd in 1825 door G.B. Sowerby I als Ranella pulchella.